# SMS Kaiserin Augusta
Pour les autres navires du même nom, voir SMS Kaiser.
Le SMS Kaiserin Augusta  est un croiseur protégé unique de la Marine impériale allemande qui fut construit au chantier naval impérial Friedrich Krupp de Kiel (Allemagne) dans les années 1890.

Il porte le nom de l'épouse de Guillaume Ier d'Allemagne, premier empereur de l'Empire allemand, l'impératrice Augusta.

## Conception
Il a bénéficié d'améliorations par rapport aux croiseurs réalisés précédemment. La vitesse de pointe a été augmentée et l'armement amélioré. Ce fut le premier croiseur protégé de 2e classe fabriqué en Allemagne. Son blindage était encore très léger, mais avait déjà une protection de la ligne de flottaison.
À sa conception, à part les cinq tubes lance-torpilles, l'armement devait être composé de quatre canons de 150 mm (cal.30), huit canons de 105 mm (cal.30) , huit canons de 88 mm, et quatre mitrailleuses Hotchkiss de 37 mm. Mais, à son lancement, il se composait de douze canons de 150 mm et de huit de 88 mm.

## Histoire

Le SMS Kaiserin Augusta sur une chromolithographie réalisée en 1895 par Carl Saltzmann.

Le SMS Kaiserin Augusta, accompagné du  croiseur SMS Seeadler, fit son voyage inaugural en se rendant à New York en 1893, pour les festivités en l'honneur de l'anniversaire de la découverte de l'Amérique par Christophe Colomb. Il dut prendre le Seeadler en remorque dans le port de New York car celui-là n'avait plus de charbon.
En 1895, intégrant une escadre composée des SMS Hagen, SMS Kaiserin Augusta, SMS Stosch et SMS Marie, le navire se rendit au Maroc après l'assassinat d'un citoyen allemand.

En janvier 1898, L'amirauté impériale a dépêché le navire de la Méditerranée à Tsingtao pour renforcer l'escadre d'Extrême-Orient à la baie de Kiautschou (« Kiaou-Tchéou » en français de l'époque) déjà occupée par une force amphibie depuis novembre 1897. L'arrivée du Kaiserin Augusta et de son IIIe bataillon naval ont consolidé la position des forces allemandes et ont permis à l'escadre d'Extrême-Orient de continuer la colonisation de la région, sous l'impulsion d'Otto von Diederichs.

Pendant la Première Guerre mondiale, le SMS Kaiserin Augusta n'a été utilisé que comme navire d'entraînement. Il a finalement été abandonné en 1920.